# Nialus insignis
Nialus insignis är en skalbaggsart som beskrevs av Schmidt 1911. Nialus insignis ingår i släktet Nialus och familjen Aphodiidae. Inga underarter finns listade i Catalogue of Life.